# Öronål
Öronål (Erpetoichthys calabaricus) är en sötvattensfisk i familjen fengäddfiskar. Enligt äldre avhandlingar blir den upp till 90 centimeter lång men enligt nyare verk är den maximala längden 37 centimeter.
Denna fisk förekommer naturligt i västra Afrika, från Benin till Kamerun. Den lever i långsamt flytande floder eller i områden med stående vatten och tätare växtlighet. Öronålen rör sig liksom en orm nära vattendragets botten och kan vid behov nå höga hastigheter. Den jagar vattenlevande maskar, insektslarver och kräftdjur. Denna fisk kommer ibland till vattenytan för att andas och simblåsan används som lunga.
Arten är ensam i släktet Erpetoichthys. Släktnamnet är sammansatt av de grekiska orden erpeton (krypande varelse) och ichthys (fisk). Artepitet syftar på fyndplatsen nära staden Calabar.
Vid parningen lämnar honan sina ägg på hannens analfena som sedan befruktas. Sedan göms äggen bland växtligheten. Äggen kläcks efter cirka 70 timmar men ungarna har under de första 22 dagar sin gulesäck kvar. Fisklarvarna har även gälar.
Den är också vanligt förekommande som akvariefisk och behöver som sådan ett stort akvarium att leva i, även om den i ett akvarium sällan blir mer än omkring 40 centimeter lång.